# Arbeitsgemeinschaft Alpen-Adria

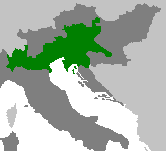

Die Arbeitsgemeinschaft Alpen-Adria bzw. kurz ARGE Alpen-Adria wurde 1978 als Internationale Organisation für kulturelle, politische und wirtschaftliche Zusammenarbeit der Anrainerstaaten von Alpen und Adria gegründet.
Die Mitglieder der Arbeitsgemeinschaft sind folgende elf Regionen: die österreichischen Bundesländer Burgenland, Kärnten, Oberösterreich und die Steiermark, die italienischen Regionen Lombardei, Venetien, Friaul-Julisch Venetien, die ungarischen Verwaltungsbezirke (Komitate) Baranya und Vas sowie die Republiken Slowenien und Kroatien.
Schwerpunkte der Zusammenarbeit bilden die Bereiche:
- Transalpiner Verkehr
- Hafenverkehr
- Energiewirtschaft und Wasserwirtschaft
- Forstwirtschaft und Landwirtschaft
- Fremdenverkehr
- Umweltschutz und Naturschutz
- Raumordnung und Siedlungsentwicklung
- akademischer Austausch und kulturelle Beziehungen

Seit ihrer Gründung 1978 in Venedig hat die Arbeitsgemeinschaft in allen Bereichen bedeutende Ergebnisse erzielt. Seit der Erweiterung der Europäischen Union 2004 ist die Organisation zu einer zentralen Institution bei der Integration der betroffenen Region geworden. Besondere Zusammenarbeit besteht mit der ARGE Alp der Alpenländer. Mit einer einstimmig angenommenen Resolution 2008 wurde beschlossen, die Agenden der Arbeitsgemeinschaft auf den Raum Alpen–Adria–Pannonia auszuweiten (Erklärung von Pamhagen). Im Besonderen soll diesbezüglich die Zusammenarbeit mit der ARGE Donauländer intensiviert werden.
Die Organisation hat ihren Sitz in Klagenfurt. Zentrale Einrichtungen der Gemeinschaft sind die Kommission der Leitenden Beamten und eine jährlich stattfindende Vollversammlung der elf Regierungschefs. Gegenwärtiger Generalsekretär ist Wolfgang Platzer.
Die Alpen-Adria-Allianz wurde am 22. November 2013 in Klagenfurt am Wörthersee (Kärnten) neu gegründet. Sie stellt eine völlig neue Netzwerkstruktur zur projektorientierten Zusammenarbeit im Alpen-Adria-Raum dar und löst damit die Arbeitsgemeinschaft Alpen-Adria ab.